# Jerzy Andrzejewski
Jerzy Andrzejewski (Varsóvia, 19 de Agosto de 1909 — Varsóvia, 19 de Abril de 1983) foi um romancista e dissidente político polaco.

## Vida
Oriundo de uma família da classe média, era filho de um merceeiro e da filha de um médico de província. Muito cedo na sua infância, começou a escrever contos.
Depois de concluir os seus estudos secundários, Andrzejewski ingressou na Universidade de Varsóvia como estudante de Literatura da Polónia mas, enquanto escrevia para revistas literárias, como o semanário Prosto z Mostu, descurou os seus deveres académicos, pelo que deixou a universidade sem ter obtido um diploma.
Em 1936 publicou o seu primeiro livro, com o título Drogi nieuniknione (Caminhos Inevitáveis), e, dois anos mais tarde, Ład Serca (1938, A Harmonia do Coração), ambos colectâneas de contos que tinham já aparecido na revista Prosto z Mostu. O último livro mencionado foi galardoado com o prémio da Academia da Literatura da Polónia e o seu autor foi considerado como o escritor católico mais talentoso do seu país.

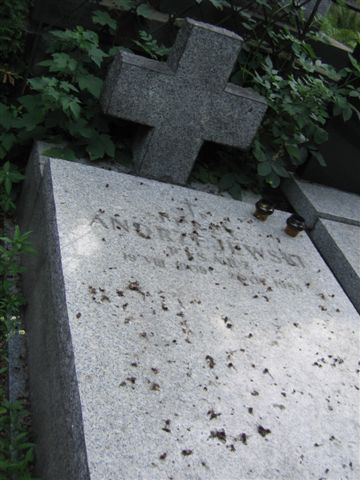
Sepultura de Jerzy Andrzejewski em Varsóvia.

Durante a Segunda Guerra Mundial, Andrzejewski aderiu ao movimento da Resistência polaca (polonesa) operando em Varsóvia. Retomou a publicação da sua obra com o cessar da guerra. Assim, em 1945 publicou uma outra colectânea de contos, Noc, que reflectiam as vivências da guerra e da ocupação alemã. Tornar-se-ia depois membro do Sindicato dos Escritores polaco, mas a ocupação da Polónia pelas tropas soviéticas tinha dado lugar a uma mudança ideológica no país, pelo que, em 1949, a atmosfera liberal em que os escritores polacos se exprimiam desapareceu e o sindicato adoptou o modelo soviético do realismo. Nesse mesmo ano, Andrzejewski foi eleito presidente do Sindicato dos Escritores, passando a representar a corrente soviética na sua obra, e a defender o Comunismo nos seus artigos de imprensa.
Em 1952 foi escolhido para editor do Przegląd Kulturalny, um semanário cultural de grande importância, posição que deteve até 1954, e nomeado para membro do parlamento, cargo que ocupou até 1957, altura em que se demitiu em atitude de protesto contra a censura. Desiludido com o caminho que o Comunismo levava na Polónia, o autor passou a criticar o regime cada vez mais abertamente.
Em 1957 publicou Ciemności kryją ziemię (Os Inquisidores), uma parábola filosófica acerca do governo autocrático de uma ideologia totalitarista. Em 1968 foi a vez de Apelacja (O Apelo), que atacava directamente o regime comunista, pelo que não foi publicado na Polónia. Diversas vezes impedido de publicar a sua obra, Andrzejewski recorreu a editoras mantidas por dissidentes polacos no Ocidente, ou na revista literária Zapis. Em 1979 co-fundou o KOR, o Comité de Defesa dos Trabalhadores, cuja finalidade era auxiliar as famílias dos trabalhadores exercendo o direito à greve, que por isso eram presos ou despedidos.
Está sepultado no Cemitério de Powązki em Varsóvia.

## Trabalhos parcial
- Unavoidable Roads (Drogi nieuniknione, 1936)
- Mode of the Heart (Ład serca, 1938)
- Night (Noc, 1945)
- Ashes and Diamonds (Popiół i diament, 1948)
- The Inquisitors (Ciemności kryją ziemię, 1957, tr. 1960)
- An Effective War (Wojna skuteczna, czyli Opis bitew i potyczek z Zadufkami, 1953)
- The Gates of Paradise (Bramy raju, 1960)
- A Sitter for a Satyr (Idzie skacząc po górach, 1963)